# Escudo del estado Guárico
El escudo del Estado Guárico (Venezuela) fue creado por Decreto del General David Gimón, quien era gobernador de dicho estado, el 8 de febrero de 1912. Su descripción es como sigue:
Su campo está dividido en dos cuarteles horizontales. En el superior se representa la llanura, con dos palmeras en su fondo; y la imagen de un llanero a caballo, soga en mano y en actitud de tirar un lazo, que persigue dos toros que están huyendo. El cuartel inferior representa al río Guárico, corriendo entre plantaciones de caña de azúcar y bananos. Un gorro frigio, emblema de la libertad, corona el punto central de la parte superior y colocado al extremo de una pica corta, empuñada por una mano. En cada extremo de esta parte superior, aparece una bandera nacional y una lanza enastada. A la derecha y a la izquierda del escudo, respectivamente, están representadas una rama de olivo y otra de laurel, atadas en su base por una cinta que ostenta los colores de la bandera de Venezuela, que tiene el lema “Si amas la libertad, ven a mis pampas”.